# Peoria (Arizona)
Peoria és una població dels Estats Units a l'estat d'Arizona. Segons el cens del 2008 tenia 157.960 habitants.

## Demografia
Segons el cens del 2000, Peoria tenia 108.364 habitants, 39.184 habitatges, i 29.309 famílies La densitat de població era de 302,7 habitants/km².
Dels 39.184 habitatges en un 37,7% hi vivien nens de menys de 18 anys, en un 62% hi vivien parelles casades, en un 9,1% dones solteres, i en un 25,2% no eren unitats familiars. En el 20,5% dels habitatges hi vivien persones soles el 10,3% de les quals corresponia a persones de 65 anys o més que vivien soles. El nombre mitjà de persones vivint en cada habitatge era de 2,73 i el nombre mitjà de persones que vivien en cada família era de 3,16.
Per edats la població es repartia de la següent manera: un 28,4% tenia menys de 18 anys, un 6,7% entre 18 i 24, un 30,6% entre 25 i 44, un 19,8% de 45 a 60 i un 14,4% 65 anys o més.
L'edat mediana era de 36 anys. Per cada 100 dones de 18 o més anys hi havia 88 homes.
La renda mediana per habitatge era de 52.199 $ i la renda mediana per família de 58.388 $. Els homes tenien una renda mediana de 40.448 $ mentre que les dones 29.205 $. La renda per capita de la població era de 22.726 $. Aproximadament el 3,3% de les famílies i el 5,3% de la població estaven per davall del llindar de pobresa.

## Poblacions més a prop
El següent diagrama mostra les poblacions més a prop.